# سمفونی شماره ۳ (فرانک)
سمفونی شماره ۳ در سُل مینور اُپوس ۳۶، سومین سمفونی اثر لوئیز فَرانْک (۱۸۰۴–۱۸۷۵)، آهنگساز فرانسوی سبک رمانتیک است. فَرانْک این اثر را، که آخرین سمفونی اوست، در سال ۱۸۴۷ و دو سال پس از سمفونی شماره ۲ خود نوشت. سمفونی شماره ۳ فَرانْک شناخته‌شده‌ترین اثرِ اوست.
سمفونی شماره ۳ فَرانْک نخستین بار در ۲۲ آوریل ۱۸۴۹ در پاریس توسط «ارکسترِ انجمنِ کنسرت‌های کنسرواتوارِ پاریس» (به فرانسوی: Orchestre de la Société des concerts du Conservatoire) اجرا شد. این اثر، بااین‌که معروف‌ترین سمفونی آهنگساز است، از آن زمان تاکنون، بسیار کم اجرا و ضبط شده‌است.
تام سرویس، روزنامه‌نگارِ موسیقی، این سمفونیِ فَرانْک را با سمفونی‌های فلیکس مندلسون و روبرت شومان مقایسه می‌کند.

## موومان‌ها
سمفونی شماره ۳ فَرانْک در چهار موومان تصنیف شده‌است:
1. آداجو ـ آلگرو
2. آداجو کانتابیله
3. اسکرتسو. ویواچه
4. فیناله ـ آلگرو

اجرای سمفونی شماره ۳ فَرانْک، به‌طور معمول، بین ۳۰ تا ۳۵ دقیقه به طول می‌انجامد.